# فینال لیگ اروپا ۲۰۱۳
فینال لیگ اروپا ۲۰۱۳، رقابت پایانی لیگ اروپا در سال ۲۰۱۳ میلادی است که بین دو تیم بنفیکا و چلسی برگزار شده‌است.
این مسابقه که در تاریخ ۱۵ مه ۲۰۱۳ انجام شده‌است با نتیجه ۲ بر ۱ به سود تیم باشگاه فوتبال چلسی به پایان رسید. گل‌های این بازی توسط فرناندو تورس (۶۰) و برانیسلاو ایوانوویچ (۳+۹۰) برای چلسی و اسکار کاردوزو (۶۸) از روی نقطه پنالتی برای بنفیکا به تمر رسیده است.

## مسابقه

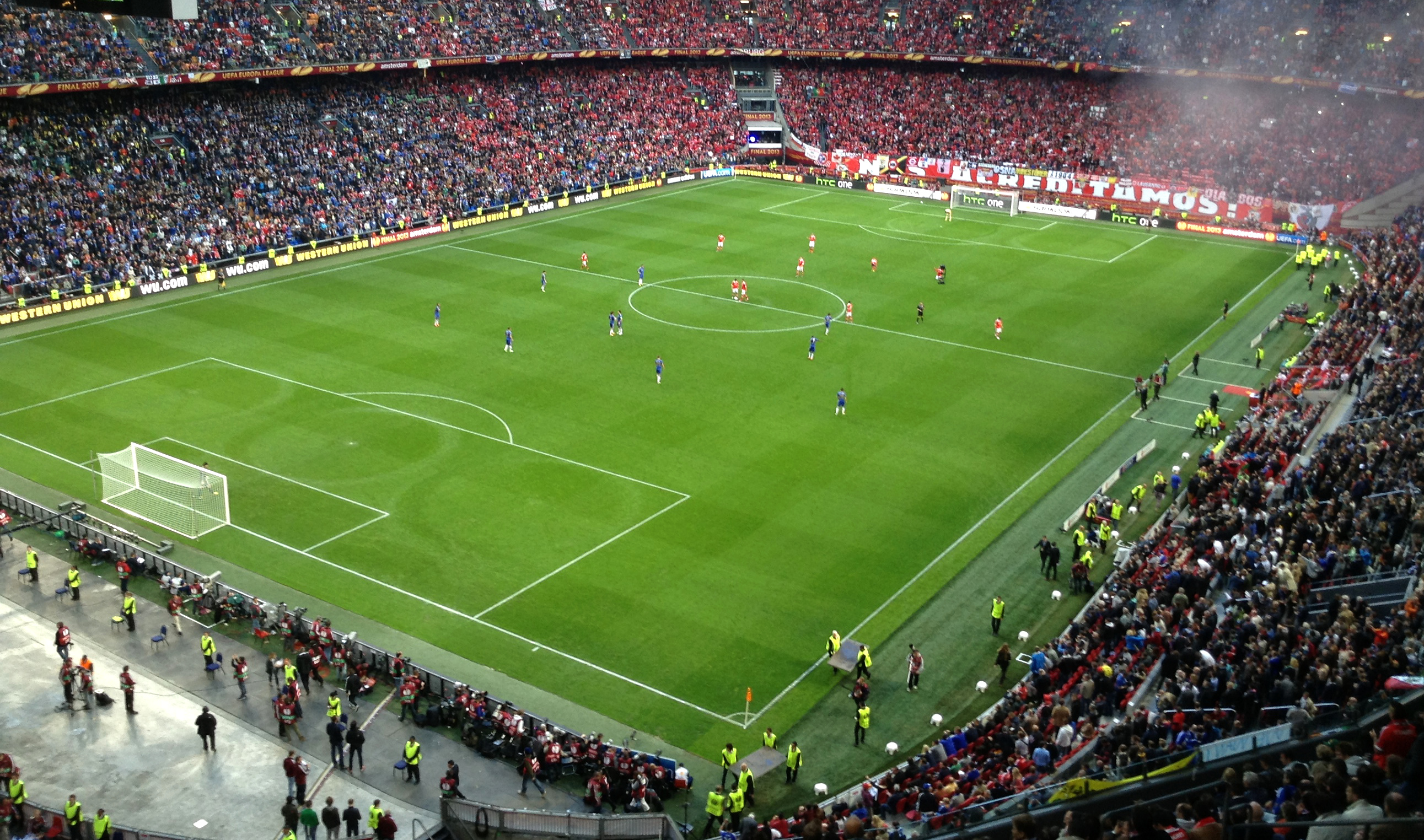
بازی فینال لیگ اروپا ۲۰۱۳

| بنفیکا                     | 1–2   | چلسی                                         |
| -------------------------- | ----- | -------------------------------------------- |
| اسکار کاردوزو ۶۸' (پنالتی) | گزارش | فرناندو تورس ۶۰' · برانیسلاو ایوانوویچ ۳+۹۰' |